# Amphiute paulini
Amphiute paulini är en svampdjursart som beskrevs av Hanitsch 1894. Amphiute paulini ingår i släktet Amphiute och familjen Grantiidae. Inga underarter finns listade i Catalogue of Life.